# Perusia inusta
Perusia inusta là một loài bướm đêm trong họ Geometridae.